# Herbert Selg
Herbert Selg (* 13. Juni 1935 in Oberhausen; † 6. November 2017 in Riedlingen) war ein deutscher Entwicklungspsychologe.

## Leben
Er wurde als sechstes und letztes Kind des Hüttenarbeiters Konrad Selg und seiner Frau Luise geboren. Er gehört damit zu jener Generation, die sowohl noch Übergriffe gegenüber jüdischen Mitbürgern als auch nächtliche Bombenangriffe der Alliierten erlebt hatte. Als erstes Kind seiner Familie durfte er auf ein Gymnasium gehen. Er musste aber später trotz bester Zeugnisse das Gymnasium verlassen, um zu arbeiten, weil sein Vater arbeitsunfähig geworden war. So wurde er Technischer Zeichner. Zugleich besuchte er zwei Jahre lang eine Abendschule. 1956 bestand er das Abitur als Externer am Görres-Gymnasium Düsseldorf.
Danach schwankte er, ob er Psychologie, Physik oder Medizin studieren sollte, entschied sich letztlich aber für ein Studium der Psychologie an der Rheinische Friedrich-Wilhelms-Universität Bonn. Entscheidend dafür war seine Lektüre des Werkes Abriss der Psychoanalyse von Sigmund Freud. Ausgestattet mit einem Stipendium nach dem Honnefer Modell bestand er nach fünf Semestern das Vordiplom (Vordiplomarbeit Verlaufsformen und Erlebnisweisen der Entstaltung von Aggressivität, 1958) und 1960 nach insgesamt acht Semestern das Hauptdiplom. Danach arbeitete er in Erziehungsberatungsstellen, in denen er auch Daten für seine entwicklungspsychologische Dissertation sammelte. 1962 promovierte er in Bonn und wurde nach einer kurzen Tätigkeit beim TÜV schließlich wissenschaftlicher Assistent an den Psychologischen Instituten an der Georg-August-Universität Göttingen und später dann an der Albert-Ludwigs-Universität Freiburg; hier er sich habilitierte 1967 bei Robert Heiß (Thema der Habilitationsschrift: Diagnostik der Aggressivität). Zur Psychoanalyse ging er auf Distanz und brach eine psychoanalytische Lehranalyse ab und wandte sich der Verhaltens- und Gesprächspsychotherapie zu. 1968 erhielt er einen Ruf an die Kant-Hochschule Braunschweig. 1972 bis 1975 wurde er Professor für Psychologie an der FU Berlin, danach an der Otto-Friedrich-Universität Bamberg. Hier wirkte er bis zu seiner vorzeitigen Emeritierung im Jahre 2000, die wegen einer Parkinsonerkrankung, die ihn massiv in seiner Arbeitskraft behinderte, stattfand. Er blieb aber ehrenamtlicher Mitarbeiter des Vereins „Sophia“, der alte und kranke Menschen unterstützt, selbstständig in ihren Wohnungen bleiben zu können.

## Werk
Seine Hauptarbeitsgebiete waren die Psychologie der Aggressivität und die Psychologie der Sexualität sowie deren Schnittmenge zur Pornographie und der sexuellen Misshandlung von Kindern und deren Prävention. Bei seiner Aggressionsforschung ging es ihm nicht um die Konstruktion einer neuen Aggressionstheorie, sondern um die entschiedene Ablösung der Triebtheorien von Sigmund Freud und Konrad Lorenz durch eine lernpsychologische Sichtweise. Sein zweites Anliegen war es, die weltweite Aggressionsforschung umfassend darzustellen und die eigenen Untersuchungsergebnisse einzuordnen.
Bei seiner präventionspsychologischen Ausrichtung zur Abwendung sexueller Misshandlungen, bei der auf Täterseite sowohl sexuelle auch aggressive Motive eine Rolle spielen, hat er ein elternzentriertes Projekt entwickelt und validiert, das die Kinder vor Überforderungen schützen soll. Bei seiner Interpretation der Wirkung von Gewaltdarstellungen hat er die sozial-kognitive Lerntheorie verwendet, die sich als Interpretationsrahmen für Medieneinflüsse geradezu aufdrängt. Zur Frage, ob sich Gewaltdarstellungen auf Beobachter gewaltfördernd oder -mindernd auswirken, liegen international mehr als tausend Forschungsarbeiten vor. Die Mehrzahl der Befunde spricht dafür, dass es zu einer Steigerung der Aggressivität bei Kindern und Jugendlichen kommt, wenn sie ein aggressives Model beobachten - zumindest, wenn diese ohnehin schon aggressiv sind. Das steht in scharfem Widerspruch zu der von Medien- und Filmleuten vertretenen veralteten Katharsishypothese, nach der die Beobachtung von Gewalt die Neigung zur Gewalt reduziert.
In seiner Freudbiographie hat er viele Fehldarstellungen und Ungereimtheiten in Freuds Werken, auf die die überschwänglichen Freudbiographien nicht eingehen, aufgezeigt und akribisch analysiert.
Zudem hat er Werke zur Methodologie in der Psychologie verfasst, die international Anerkennung gefunden haben.

## Ehrungen/Positionen
- Gewaltkommission der Bundesregierung[1]
- Freiwillige Selbstkontrolle Fernsehen
- 1995: Bundesverdienstkreuz am Bande für seine Arbeiten zum Thema Jugendschutz
- Dekan und Senator an der Otto-Friedrich-Universität Bamberg[2]

## Privates
In seiner Studienzeit in Bonn lernte er seine spätere Gattin Renate Brandenberg (* 22. Mai 1937; † 22. Februar 2015) kennen. 1962 heiratete das Paar. Aus der Ehe gingen zwei Söhne  hervor: Thomas ist Physiotherapeut und Olaf Medienwissenschaftler.

## Publikationen (Auswahl)
Monografien
- Mit Jochen Fahrenberg; Rainer Hampel: FPI-R: Freiburger Persönlichkeitsinventar: Manual (9., vollständig überarbeitete Auflage), Hogrefe, Göttingen 2020.
- Sigmund Freud - Genie oder Scharlatan? Eine kritische Einführung in Leben und Werk. Kohlhammer Verlag, Stuttgart 2002, ISBN 978-3-17-017369-9.
- Mit Ulrich Mees; Detlef Berg: Psychologie der Aggressivität (2., überarb. Aufl.). Hogrefe, Verl. für Psychologie, Göttingen 1997, ISBN 978-3-8017-1019-4.
- Mit Jürgen Klapprott; Rudolf Kamenz: Forschungsmethoden der Psychologie. Kohlhammer, Stuttgart 1992, ISBN 978-3-17-010941-4.
  - Ital. Ausgabe: I metodi di ricerca in psicologia. Giunti, stampa, Firenze 1988, ISBN 88-09-20134-5.
- Mit Mathilde Bauer: Pornographie. Psychologische Beiträge zur Wirkungsforschung. Huber Verlag, Bern 1986, ISBN 978-3-456-81453-7.
- Mit Werner Bauer: Forschungsmethoden der Psychologie. Eine Einführung (3., überarb. Aufl.). Kohlhammer Verlag, Stuttgart 1976, ISBN 978-3-17-002671-1.
- Einführung in die experimentelle Psychologie (4., überarb. Aufl.). Kohlhammer Verlag, Stuttgart 1975, ISBN 978-3-17-002209-6.
- Mit Rainer Hampel: FAF: Fragebogen zur Erfassung von Aggressivitätsfaktoren. Verlag für Psychologie Hogrefe, Göttingen 1975.
- Mit Wilfried Belschner; Gottfried Lischke: Foto-Hand-Test (FHT) zur Erfassung der Aggressivität. Alber Verlag, Freiburg i. Br. 1971, ISBN 978-3-495-47206-4.
- Diagnostik der Aggressivität. Verlag für Psychologie Hogrefe, Göttingen 1968 (zugleich Habil.-Schrift, Universität Freiburg i. Br.).

Herausgeberschaften
- Mit Bernd Leplow, Dieter Ulich, Maria von Salisch: Geschichte der Psychologie: Strömungen, Schulen, Entwicklungen (7. Aufl.). Kohlhammer Verlag, Stuttgart 2014, ISBN 978-3-17-026143-3.
- Mit Wilfried Belschner: Zur Aggression verdammt? Ein Überblick über die Psychologie der Aggression (6., überarb. u. erg. Aufl.). Kohlhammer Verlag, Stuttgart 1982, ISBN 978-3-17-007781-2.
  - Englische Ausgabe: The making of human aggression: a psychological approach. Quartet Books, London 1975, ISBN 0-7043-2061-4.
- Mit Ulrich Mees: Verhaltensbeobachtung und Verhaltensmodifikation: Anwendungsmöglichkeiten im pädagogischen Bereich. Klett Verlag, Stuttgart 1977, ISBN 978-3-12-924560-6.